# Premier livre de Sacræ Cantiones (Gesualdo)
Le premier livre de Sacræ Cantiones (titre original en latin, Sacrarum Cantionum quinque vocibus liber Primus) est un recueil de dix-neuf motets à cinq voix composés par Carlo Gesualdo et publiés à Naples en 1603. 

## Effectif vocal
Les motets sont composés pour cinq voix, à savoir le canto qui correspond à la voix supérieure (souvent tenue dans les interprétations modernes par une soprano), la deuxième voix,  l'alto (mezzo-soprano, contralto ou contre-ténor), ensuite le tenore (ténor), le basso (basse), et le quinto. Cette dernière partie n'équivaut pas à une tessiture précise, mais pouvait être chantée par une deuxième soprano, alto ou ténor selon les pièces. On désignait cette partie dans les traités musicaux du XVIe siècle sous la dénomination de vox vagans, signifiant « voix errante ».

## Les motets
1. Ave Regina cœlorum
2. Venit lumen tuum Jerusalem
3. Ave dulcissima Maria
4. Reminiscere miserationum tuarum
5. Dignare me laudare te
6. Sancti Spiritus Domine, corda nostra
7. Domine ne despicias
8. Hei mihi Domine
9. Laboravi in gemitu meo
10. Peccantem me quotidie
11. O vos omnes[note 1]
12. Exaudi Deus deprecationem meam
13. Precibus et meritis beatae Mariae
14. O crux benedicta
15. Tribularer si nescirem
16. Deus refugium et virtus
17. Tribulationem et dolorem inveni
18. Illumina faciem tuam
19. Maria mater gratiae

## Hommage
Le compositeur Peter Maxwell Davies a réalisé un arrangement de deux motets (O vos Omnes et Peccantem me quotidie) pour quintette de cuivres (ed. Chester).

## Discographie
- Sacræ Cantiones, Oxford Camerata, direction Jeremy Summerly. Naxos 8.550742 (1993),
- Sacrarum cantionum quinque vocibus, Liber primus, Odhecaton & Ensemble Mare Nostrum, direction Andrea De Carlo. Outhere RIC343 (2013).